# Мадха
Мадха — вілаєт та однойменне селище в складі мухафази Мусандам на півночі Оману. Є ексклавом, оточеним територією емірату Шарджа з Об'єднаних Арабських Еміратів. Відокремлений як від інших вілаєтів Мусандаму на півночі, так і від основної частини Оману на півдні. Усередині самого ексклаву розташований ексклав ОАЕ Нахва, таким чином Мадха й Нахва є рідкісним прикладом контрексклаву. 

## Географія
Анклав розташований у 40 км південніше інших вілаєтів мухафази Мусандам і в 80 км на північ від кордону з основною територією Оману.
Площа анклаву складає приблизно 75 км², населяють територію 2 тисячі мешканців.
Через вілаєт проходить автомобільна дорога, що починається на шосе Шарджа — Хор-Факкан, а закінчується в селі Мірба на узбережжі Оманської затоки. У вілаєті є аеропорт Мадха.
У навколишніх горах трапляється каракал пустельний.

## Історія
На території анклаву знайдені могили 2-го тисячоліття, а також монети часів Олександра Македонського. Мадха є селом у історичному регіоні Шамайлія, який упродовж XVIII-XIX століть був ареною боротьби між шейхами Шарджі, Рас-ель-Хайми та правителями Оману й Маскату.
У 1901 році в Махді було близько 100 будинків, а населення належало до клану бані-саад. У 1902 році шейх шихухів Заїд Сінан з Дібби побудував оборонну вежу в Махді. Шейх Шарджі розглядав це як ворожу дію на підтримку шейха Фуджайри.
У 1941 році через конфлікт з шихухами населення Мадхи вирішило перейти з підпорядкування вілаєту Дібба до вілаєту Шинас. Для цього вони звернулися до уряду Шарджі за захистом. У 1942 році конфлікт було залагоджено, а Шарджа підтвердила приналежність Махди до Маскату.
Проте 1951 року мешканці Мадхи перейшли до Шарджі. З Маскату були надіслані війська та розпочався новий конфлікт, який у 1955-1956 роках призвів до стрілянини.
У 1969 році напередодні проголошення незалежності Об'єднаних Арабських Еміратів британська влада та представники еміратів Договірного Оману проводили опитування місцевих громад щодо визнання вірності до того чи іншого правителя. Громада села Мадха, а також сусідніх сіл Аль-Гуна та Харат-Бані-Хумаїд вирішили підтримати історичну традицію та замість приєднатися до одного з еміратів створюваної держави мешканці проголосували про приєднання до незалежного на той час Оману. Оскільки це був єдиний прецедент на той час, рада шейхів вирішила затвердити рішення селян та не йти на конфлікт.